# Cyclaspis strumosa
Cyclaspis strumosa är en kräftdjursart som beskrevs av Hale 1948. Cyclaspis strumosa ingår i släktet Cyclaspis och familjen Bodotriidae. Inga underarter finns listade i Catalogue of Life.